# Antoinette Gabrielle Danton
Antoinette Gabrielle Danton, nata Antoinette Gabrielle Charpentier (Parigi, 6 gennaio 1760 – Parigi, 10 febbraio 1793), è una personalità legata alla rivoluzione francese; fu la prima moglie del rivoluzionario Georges Jacques Danton.

## Biografia
Antoinette Gabrielle Charpentier era figlia di Jérôme François Charpentier, proprietario di un bar ("Café Parnasse" o "Café de l'École") situato dove oggi sorge il magazzino La Samaritaine.
Sposò Georges Jacques Danton il 14 giugno 1787 presso la Chiesa di Saint-Germain-l'Auxerrois, a Parigi. Da questa unione nacquero:

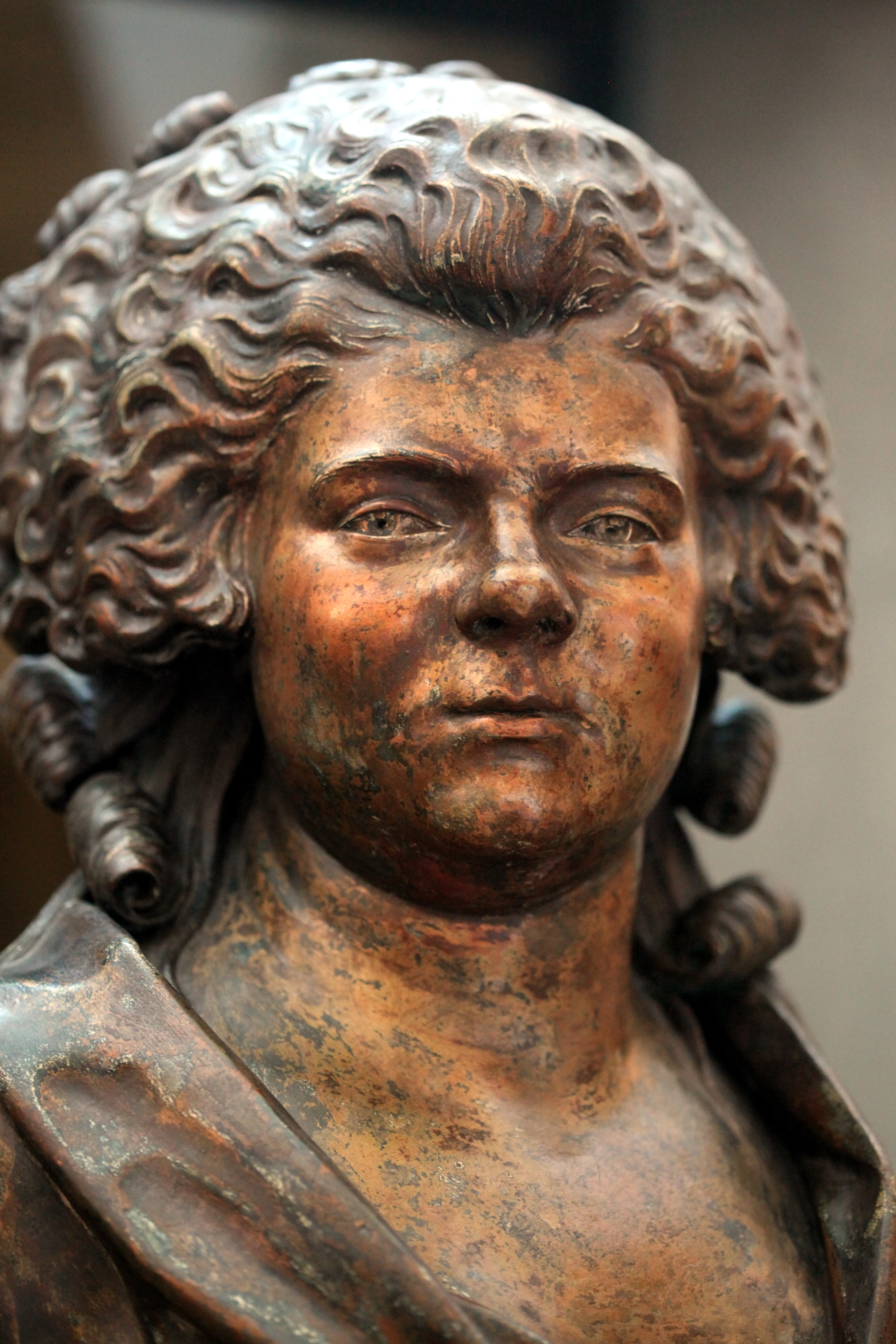
Busto di Antoinette Gabrielle Charpentier Danton realizzato da Claude André Deseine

1. François Danton, nato nel maggio 1788 a Parigi, morto il 24 aprile 1789 ad Arcis-sur-Aube all'età di 11 mesi;
2. Antoine Danton, nato il 18 giugno 1790 presso il Cours du Commerce-Saint-André a Parigi e battezzato lo stesso giorno presso la Chiesa di Saint-Sulpice. Morì il 14 giugno 1858 ad Arcis-sur-Aube. Si sposò con Sophie Rivière (1803-1848) ed ebbero una figlia, Sophie Octavia Danton (1828-1897) che sposò Louis Menuel, i quali ebbero a loro volta un figlio, Georges-André Menuel (1852-1906);
3. François-Georges Danton, nato il 2 febbraio 1792 anch'esso presso il Cours du Commerce-Saint-André e battezzato lo stesso giorno presso la Église Saint-André-des-Arts. Morì senza discendenti il 18 giugno 1848 ad Arcis-sur-Aube;
4. Un figlio nato morto il 10 febbraio 1793.

Antoine Danton verrà in seguito allevato da una nutrice dell'Isle-Adam insieme ad Horace-Camille Desmoulins, figlio di Camille Desmoulins, dopo l'esecuzione dei loro corrispettivi padri.
Il 10 febbraio 1793, mentre Danton era in Belgio con Lacroix, Gabrielle morì a Parigi dando alla luce il suo quarto figlio, anch'esso morto durante il parto della madre. Danton tornò a Parigi il 17 febbraio 1793 e si recò al Cimitero di Sainte-Catherine, dove intanto Antoinette era stata sepolta; secondo una diffusa tradizione biografica, qui chiese al custode di disseppellire la salma in piena notte. Dopo che il cadavere fu riesumato, Danton lo ricoprì più volte di baci in volto, pregando la moglie di perdonarlo per aver abusato sessualmente di lei alcune volte.
Il busto di Antoinette Gabrielle Danton, realizzato e posto sulla sua tomba per volontà del marito, oggi è esposto presso il Museo di Troyes nell'Aube.
Georges Jacques Danton si risposò il 1º luglio 1793 con Louise Gely (1776-1856).

## Cultura di massa
Antoinette Gabrielle Danton è stata interpretata da Marianne Basler nella miniserie televisiva La rivoluzione francese (1989).